# Гвардија Гранде (Сасари)
Гвардија Гранде је насеље у Италији у округу Сасари, региону Сардинија.
Према процени из 2011. у насељу је живело 5 становника. Насеље се налази на надморској висини од 41 м.